# Euceros signicornis
Euceros signicornis là một loài tò vò trong họ Ichneumonidae.